# معرض فيينا الدولي للطوابع البريدية
معرض فيينا الدولي للطوابع البريدية، المختصر ويبا أو فيبا (WIPA) (من الألمانية Wiener Internationale Postwertzeichen-Ausstellung)، هو معرض دولي للطوابع البريدية أقيم إقامة غير منتظمة في عاصمة النمسا، فيينا، منذ عام 1881. ربما يكون هذا المعرض هو المعرض البريدي التقليدي الأكثر شهرة في أوروبا.
حتى عام 2010، من بين معارض فيينا الدولية العشرة (1881، 1885، 1890، 1894، 1923، 1933، 1965، 1981، 2000، 2008) [3]، يعد منظمو المؤتمر في الاعتبار رسميًا المعرض الأول فقط والمعارض منذ عام 1933.

## القرن التاسع عشر
يمكن أن يعد المعرض الدولي الذي أقيم جزءا من معرض فيينا الدولي [الإنجليزية] عام 1873 هو سلف معارض فيينا للطوابع البريدية.
نظم أول معرض كامل للطوابع البريدية في فيينا في الفترة من 13 إلى 20 نوفمبر 1881، وقد نظمه سيغموند فريدل [الإنجليزية] ونادي فيينا للطوابع البريدية (Wiener Philatelistenclub)، الذي أسس قبل عام. أقيم المعرض في قاعة جمعية فيينا البستانية وكان الهدف منه عرض الطوابع البريدية من جميع أنحاء العالم. كان توزيع هذه الأخيرة في العالم في ذلك الوقت لا يزال محدودًا نسبيًا، وكانت هذه المجموعات [الروسية] المعروضة يجمعها هواة جمع الطوابع أكثر من المتخصصين في علم الطوابع. على سبيل المثال، عرضت المجموعات في ألبومات مفتوحة، وليس على منصات العرض، والتي لم تكن موجودة في ذلك الوقت على الإطلاق.
من 28 فبراير إلى 12 مارس 1885، أقيم معرض فيينا الدولي للطوابع البريدية. ومن 20 أبريل إلى 4 مايو 1890، أقيم معرض فيينا التالي للطوابع البريدية للاحتفال بالذكرى الخمسين للطوابع البريدية (تاريخ إصدار بيني بلاك كان عام 1840). وكان منظمها مرة أخرى سيغموند فريدل. وأخيرًا، في الفترة من 20 أبريل إلى 10 يونيو 1894، أقيم آخر معرض دولي في فيينا في القرن التاسع عشر.

## القرن العشرون
وفي القرن العشرين، أقيم معرض فيينا الدولي للطوابع البريدية بعد نهاية الحرب العالمية الأولى، وذلك في الفترة من 1 إلى 9 سبتمبر 1923.
كان الحدث الأكبر في التاريخ البريدي الدولي هو معرض فيينا لعام 1933، والذي أقيم في الفترة من 24 يونيو إلى 9 يوليو في ثلاثة مواقع في المدينة: حركة الانفصال الفيينية، ودار الفنانين في فيينا، والكازينو العسكري (Militärcasino). نظم المعرض عالم الطوابع [الألمانية] النمساوي المتميز إدوين مولر. ومن بين الطوابع الشهيرة المعروضة في هذا المعرض ثلاث نسخ فريدة من نوعها من طابع "تبليسي" الفريد [الروسية]. وقد عرضت هذه التحف النادرة لكونها جزءا من مجموعة فريدة من الطوابع والعناصر الفريدة من الإمبراطورية الروسية، والتي كانت مملوكة لجامع الطوابع الروسي المتميز أغاتون كارل تيودور فابرجيه [الإنجليزية] (ابن صانع المجوهرات الشهير بيتر كارل فابرجيه). وقد عرضت هذه المجموعة خارج المسابقة وأحدثت ضجة كبيرة في عالم الطوابع.
لقد سجل معرض فيينا الدولي للطوابع البريدية لعامي 1965 (عقد للفترة 4-13 يونيو) و1981 (عقد للفترة 22-31 مايو) في التاريخ باعتبارهما الأكبر من حيث عدد المشاركين واحتلتا مساحة 5000 و5800 متر مربع على التوالي في قصر ميسيبالاست [الألمانية] وقصر هوفبورغ. في معرض عام 1981، من بين الإصدارات النادرة الأخرى، عرض الطابع السويسري "النجمة المشعة، 5 سنتيم" [الإسبانية]، وقد منح موقفًا منفصلاً وعزز الأمن حوله.
في عام 2000، قلصت مساحة معرض فيينا الدولي للطوابع البريدية إلى 2700 متر مربع. كان المعرض مخصصًا للاحتفال بالذكرى السنوية المائة والخمسين لأول طابع بريدي نمساوي، كما كان مخصصًا أيضًا لذكرى الفنان النمساوي فريدنسرايش هوندرتفاسر، مؤلف عدد من الطوابع. أقيم المعرض في الفترة من 30 مايو إلى 4 يونيو في مركز النمسا [الألمانية]، حيث زاره 60 ألف زائر على مدى أربعة أيام.

## القرن الحادي والعشرون
في معرض فيينا الدولي للطوابع البريدية 2008، الذي أقيم في الفترة من 18 إلى 21 سبتمبر، عرضت مجموعات من 472 مشاركًا على مساحة 2435 مترًا مربعًا. وكان ممثلو المعرض أيضًا 24 منظمة متخصصة في هواة جمع الطوابع، و87 تاجرًا، و43 إدارة بريدية، بما في ذلك السلطات البريدية في إيطاليا والفاتيكان وسان مارينو. كان الفائز بالجائزة الكبرى للمعرض هو الإيطالي أوتافيو ماسي، الذي تم تكريمه لمجموعته من طوابع لومباردي البندقية [الروسية] من عام 1850 إلى عام 1866.

## إصدارات الطوابع ومعرض فيينا الدولي للطوابع البريدية
فيما يتعلق بمعرض فيينا الدولي للطوابع البريدية، تصدر طوابع بريدية وبطاقات تذكارية ومواد بريدية أخرى في النمسا وبعض البلدان الأخرى.
في عامي 1881 و1890، طبع منظمو المعرض نسخ جديدة [الإنجليزية] من تصميم الطوابع النمساوية الأولى لعام 1850. وقد أنتجت من نموذج مصنوع خصيصًا على آلة طباعة ركبت مباشرة في قاعات المعرض. كانت هذه الطوابع تحمل تواريخ: "1881" (ملون على خلفية بيضاء) و"1890" (أبيض على خلفية ملونة) بدلاً من القيمة الاسمية. طبعت الطوابع في جميع أنواع الاختلافات - مع أو بدون ثقوب، مع أو بدون مادة لاصقة، وعلى ورق أبيض وملون.
بمناسبة معرض عام 1933، أصدر البريد النمساوي طابعًا وبطاقة لمعرض فيينا الدولي للطوابع البريدية، ويعد هذا الإصدار نادرا جدًا اليوم. بالإضافة إلى ذلك، طبعت صور مصغرة، بما في ذلك سلسلة من 10 مجسمات آرت ديكو حول موضوع مركبات نقل البريد. كان مؤلف هذه الرسوم التوضيحية هو النحات وفنان الطوابع لودفيج هيسهايمر [الألمانية] (1872-1956). الصورة المصغرة الأولى في السلسلة تصور ساعي بريد يحمل مصفقة؛ تم استخدام نفس التصميم على بطاقة بريدية تذكارية.

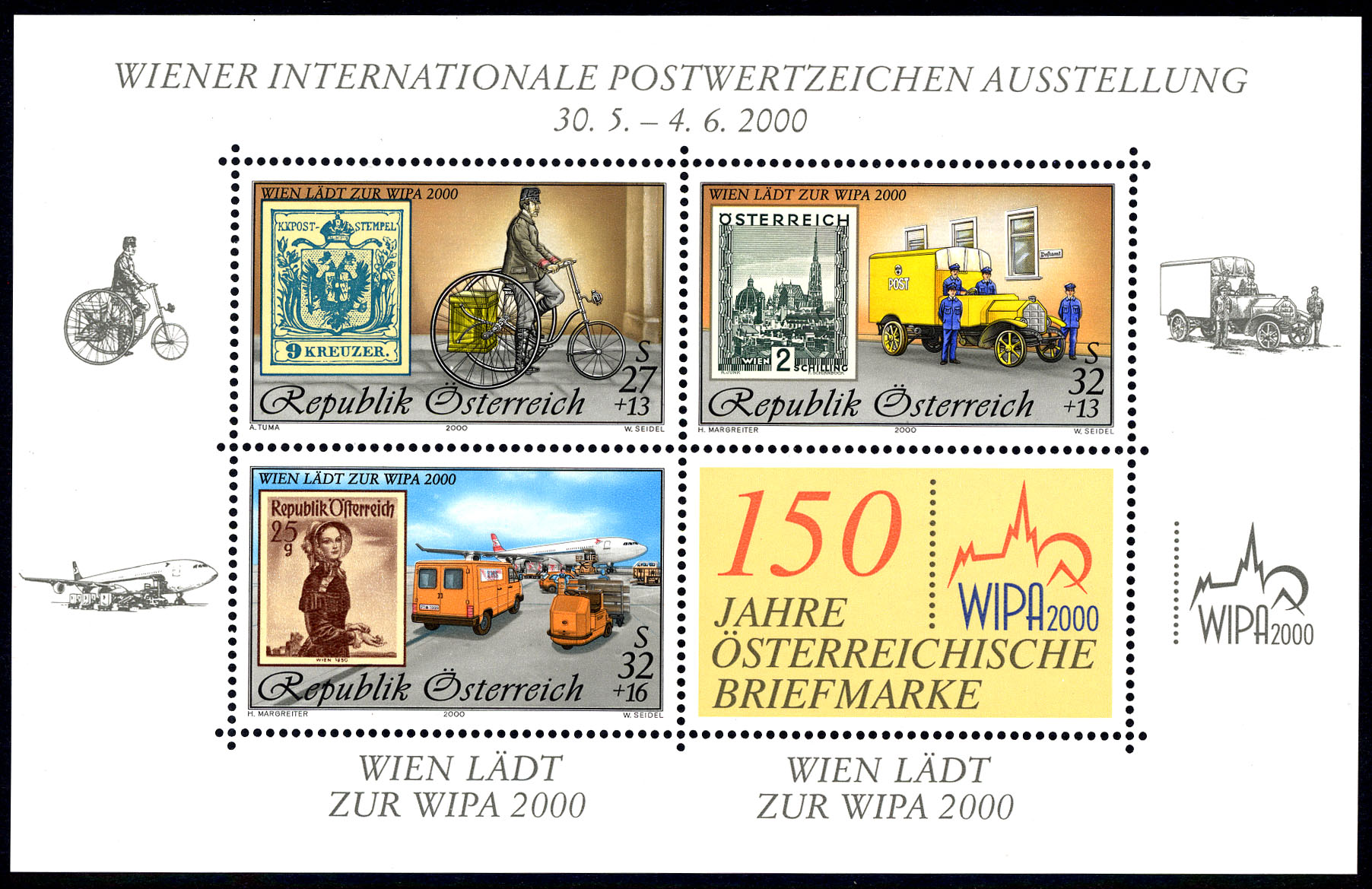
طوابع نمساوية
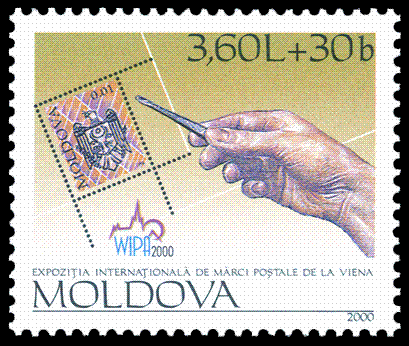
طابع مولدوفي
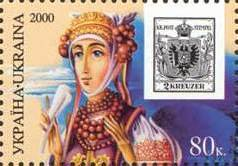
طابع أوكراني
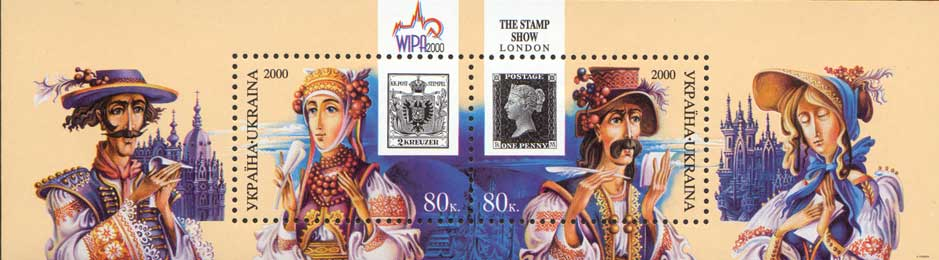
طابع أوكراني
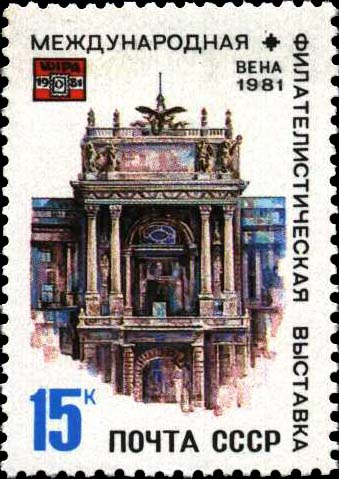
طابع سوفيتي
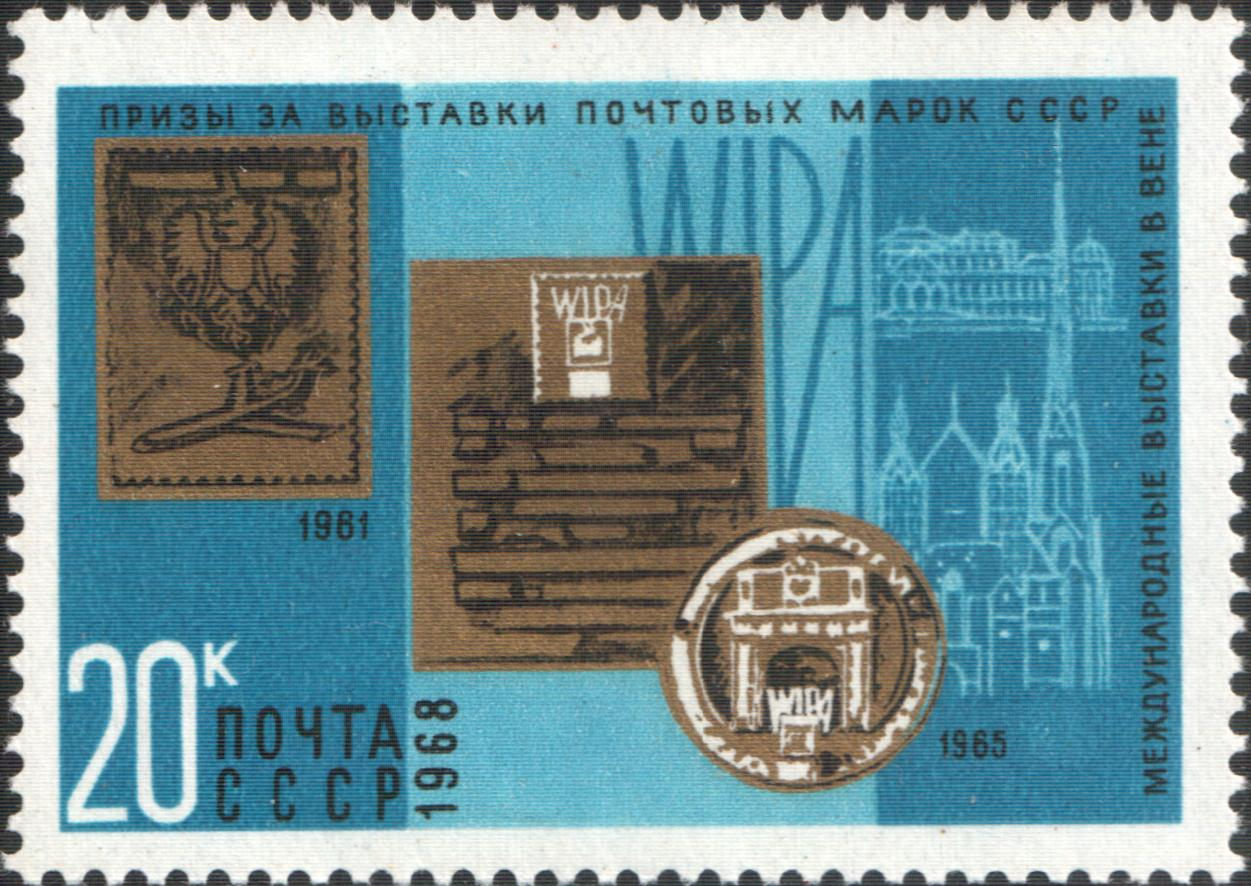
طابع سوفيتي